# 一乗谷城の戦い
一乗谷城の戦い（いちじょうだにじょうのたたかい）は、天正元年8月（1573年9月）に織田信長と朝倉義景の間で行なわれた戦国時代の合戦である。ただし一乗谷城での攻防は極めて限定的であったため、激戦地の名を冠して刀根坂の戦い（とねざかのたたかい）とも呼ばれる。

## 小谷城包囲
織田信長と対立した室町幕府15代将軍足利義昭はいわゆる信長包囲網を形成して信長に対抗しようとした。浅井長政・朝倉義景はこの一員として信長と戦ったが、苦境に追い込まれていった。元亀4年（天正元年、1573年）4月、同じく包囲網の一員である武田信玄が死去し、7月には盟主の義昭が京都から追放されるなど（槇島城の戦い）、包囲網側は明らかに不利になった。
8月8日、信長は3万の軍を率いて岐阜城を発ち近江に攻め入った。これに対して浅井長政は5,000人の軍勢をもって小谷城に籠城し、朝倉義景も家中の反対を押し切った上で、自ら2万の軍を率いて長政救援のため、余呉に本陣を敷いた。ところが、長政の部将である山本山城主阿閉貞征が信長に寝返ったため、織田軍は月ヶ瀬城を落とし小谷城西側へ包囲を広げることが可能になった。また朝倉側も重臣魚住景固らが数年来の軍事疲弊を理由に出兵を拒否、やむなく義景自身が出兵するしかなくなるなど、この頃から織田方の内部工作および朝倉氏家中の闘争による崩壊が窺える。
義景は小谷城を後詰めすべく、小谷城の背後に位置する北西の田上山に戦陣を構築、同時に大嶽砦（城）などからなる小谷城守備の城砦群を築く。一方、織田軍本隊は10日に田上山と小谷城の間にある山田山に割って陣取り、朝倉方を盛んに挑発牽制した。信長方各部隊も各要衝に城砦、戦陣を構築し、小谷城および朝倉軍包囲を計画する。
12日、近江一帯を暴風雨が襲った。信長はこの暴風雨により敵が油断しているはずと判断し、これを好機と捉えたと考えられる。信長は本陣より自ら1,000人の手兵・馬廻のみを率いて軍を返し、朝倉方が守る大嶽砦を奇襲した。この砦は山田山から南に下がった位置にあり、小谷城を含む連山の小谷城よりも高所に位置し、朝倉軍の対織田軍に対する前線基地だった。
朝倉方は暴風雨の中を敵が攻め寄せてくるとは思っても見なかったために降伏してきた。これを討ち取ることもできたが、ここで信長は捕えた敵兵をわざと解放し義景の陣へ向かわせた。義景は大獄砦の陥落を知れば必ずや撤退すると考え、そこを追撃しようとするものである。信長は次に朝倉方の越前平泉寺僧兵が守備していた丁野城（砦）を襲って手中に収め、そこでも敵兵を解放した。
この2城に兵を配置した後、信長は朝倉は必ず撤退すると考え、先手に佐久間信盛・柴田勝家・滝川一益・木下秀吉・丹羽長秀などを配置。好機を逃すことのないようにと下知をした。

## 刀根坂の戦い
13日、大嶽砦の陥落を知った義景は形勢を判断。織田軍総勢3万に対し、朝倉軍は2万。朝倉勢は前述のように主力重臣らを欠いた上、戦意も低く、勝ち目がないことを悟った義景は撤退を決断した。
朝倉軍が撤退を開始するや、信長は本隊を率い、自ら先頭指揮を行って朝倉軍を追撃した。しかし織田方の先手武将達は、あらかじめ下知を受けていたにもかかわらず信長より遅れてしまい後に信長より叱責を受けたが、佐久間信盛がこれに反論を行ったため信長の怒りを買っている。
元々近江出兵に際し家中の意思統一も成されず、織田方の内部懐柔工作などで戦意もない朝倉軍は、退却戦の混乱に織田軍の攻撃を受けて皆殺しにされた。義景は疋田城への撤退を目標とし、経路である刀根坂に向かったが、ここでも信長自らが率いる織田軍の追討を受けた。余呉から刀根坂、敦賀にかけての撤退中、朝倉軍は織田軍に押され、織田方の記録に拠れば3,000人以上（ただし「武将38人、兵3,800人」などと、誇大な数字であることを感じさせる記録ではある）と言われる死者を出した。朝倉軍もある者は踏み止まり、ある者は反転して織田方を押し戻すなど果敢に奮闘したが、北庄城主朝倉景行や当時17歳の朝倉道景といった一門衆を含め、山崎吉家、斎藤龍興、河合吉統など大名・朝倉氏本家の軍事中核を成していたであろう武将が多数戦死した。
織田軍は翌14日まで朝倉軍を徹底的に追撃した。これにより朝倉軍の近江遠征軍、つまり朝倉本家の直属軍勢と部将はほぼ壊滅した。義景は手勢のみを率い、一乗谷へ帰還した。

## 一乗谷城の戦い
15日から16日にかけて、信長は味方の将兵を労うと同時に休息を取らせた。そして17日には大軍を整え、義景の元家臣前波吉継を案内役にして越前に攻め入った。
一方、義景は15日に一乗谷（一乗谷城）に帰陣したが、味方の劣勢を知った国内の武将らで馳せ参じるものもなく、もはや義景の手勢は近習含めわずか500人となってしまっていたと伝えられる。ここにおいて、従弟で朝倉氏の同名衆筆頭の大野郡司朝倉景鏡が、一乗谷を捨てて越前北部の大野郡にて形勢の建て直しを図るように進言した。大野郡は盆地であり守るに堅く、当時朝倉氏と同盟関係にあった平泉寺を頼りに再起を期そうと促した（平泉寺は勇猛で知られる僧兵集団があり、近江出兵で丁野城の守備についていた）。しかしこの時、すでに平泉寺の僧兵も所領安堵などを条件として信長と内通していた（木下秀吉による事前工作と伝えられる）。
18日、信長は一乗谷の市街地を襲撃制圧して焼き払った。一乗谷突入の際の信長方で、最も際立った働きをしたのは当主武田元明を朝倉の捕虜にされていた若狭武田氏旧家臣らであったと伝えられる。この時、朝倉氏になおも忠義を尽くそうとする者数百名が織田軍と戦ったと伝えられている。
それより以前に手勢のみを率いて一乗谷を逃れ、景鏡に促され大野郡へと移動していた義景は20日、仮の宿所として景鏡に指定されていた六坊賢松寺を、周到に主を裏切った景鏡の手勢200に囲まれた。近習らが奮戦・討ち死にする中で義景は自刃、景鏡は義景の首を持参し信長に降参した。義景の嫡男・愛王丸や義景の愛妾小少将など、義景の極近親者は降伏を条件に助命され捕らえられた。義景近習の一部はあえて殉死せずに生き残り、彼らの助命交渉やその後の世話をしようと決めていたが、織田軍により義景の係累たちは護送中に処刑された。
この後、織田方は軍を北近江に返し小谷城を攻撃、浅井氏を滅ぼした。
討伐を免れた朝倉氏旧臣らは織田方に臣従し、所領を安堵されたが、旧臣らの内紛から発生した越前一向一揆を通じて、朝倉氏旧臣はほぼ全滅した。また、一揆勢殲滅のため再侵攻した信長により、越前は再び織田氏に平定された。

## 戦いの意義
この戦いで朝倉氏が滅亡したことで、最終的に信長の領土は越前・若狭に拡大することとなった。

## 関連作品
- 赤神諒『酔象の流儀　朝倉盛衰記』（講談社、2018年12月18日）ISBN 978-4-06-514035-2（山崎吉家を主人公とする小説）